# Giro d'Italia 1920
Il Giro d'Italia 1920, ottava edizione della "Corsa Rosa", si svolse in otto tappe dal 23 maggio al 6 giugno 1920, per un percorso totale di 2632,8 km. Fu vinto dall'italiano Gaetano Belloni. Su 49 partenti, arrivarono al traguardo finale 10 corridori.
In un'Italia ancora segnata dalla guerra, gli organizzatori decisero di concentrare il percorso nel centro-nord del Paese e per la prima volta vi fu uno sconfinamento, con il passaggio in territorio svizzero durante la prima tappa tra Milano e Torino. Proprio sul Monte Ceneri cadde Costante Girardengo che fu attaccato dai corridori della Bianchi e perse 12 minuti, per poi ritirarsi durante la terza tappa. Nella stessa frazione Giovanni Gerbi si fece trainare da un sidecar, venne squalificato, ma fu riammesso sub judice in seguito alla protesta di un gruppo di tifosi. Gaetano Belloni, "eterno secondo", si aggiudicò la corsa e fu salutato sul traguardo dell'ippodromo Trotter da un'invasione di tifosi che impedì la volata finale.

## Tappe
| Tappa  | Data      | Percorso           | km      | Vincitore di tappa  | Leader cl. generale |
| ------ | --------- | ------------------ | ------- | ------------------- | ------------------- |
| 1ª     | 23 maggio | Milano > Torino    | 348,8   | Giuseppe Olivieri   | Giuseppe Olivieri   |
| 2ª     | 25 maggio | Torino > Lucca     | 378,3   | Gaetano Belloni     | Gaetano Belloni     |
| 3ª     | 27 maggio | Lucca > Roma       | 386,6   | Gaetano Belloni     | Gaetano Belloni     |
| 4ª     | 29 maggio | Roma > Chieti      | 234,3   | Jean Alavoine       | Gaetano Belloni     |
| 5ª     | 31 maggio | Chieti > Macerata  | 231,7   | Leopoldo Torricelli | Angelo Gremo        |
| 6ª     | 2 giugno  | Macerata > Bologna | 282,3   | Jean Alavoine       | Angelo Gremo        |
| 7ª     | 4 giugno  | Bologna > Trieste  | 349,5   | Gaetano Belloni     | Gaetano Belloni     |
| 8ª     | 6 giugno  | Trieste > Milano   | 421,3   | 9 ciclisti ex aequo | Gaetano Belloni     |
| Totale | Totale    | Totale             | 2 632,8 |                     |                     |

## Dettagli tappa per tappa

### 1ª tappa
- 23 maggio: Milano > Torino – 348,8 km

Risultati
| Pos. | Corridore         | Squadra | Tempo     |
| ---- | ----------------- | ------- | --------- |
| 1    | Giuseppe Olivieri | Bianchi | 12h13'40" |
| 2    | Angelo Gremo      | Bianchi | s.t.      |
| 3    | Gaetano Belloni   | Bianchi | s.t.      |

### 2ª tappa
- 25 maggio: Torino > Lucca – 378,3 km

Risultati
| Pos. | Corridore        | Squadra | Tempo     |
| ---- | ---------------- | ------- | --------- |
| 1    | Gaetano Belloni  | Bianchi | 14h24'56" |
| 2    | Giovanni Brunero | Legnano | s.t.      |
| 3    | Paride Ferrari   | Legnano | a 43"     |

### 3ª tappa
- 27 maggio: Lucca > Roma – 386,6 km

Risultati
| Pos. | Corridore        | Squadra | Tempo     |
| ---- | ---------------- | ------- | --------- |
| 1    | Gaetano Belloni  | Bianchi | 17h14'50" |
| 2    | Angelo Gremo     | Bianchi | s.t.      |
| 3    | Giovanni Brunero | Legnano | a 2"      |

### 4ª tappa
- 29 maggio: Roma > Chieti – 234,3 km

Risultati
| Pos. | Corridore       | Squadra | Tempo    |
| ---- | --------------- | ------- | -------- |
| 1    | Jean Alavoine   | Bianchi | 8h46'55" |
| 2    | Marcel Buysse   | Bianchi | a 31'39" |
| 3    | Gaetano Belloni | Bianchi | a 31'56" |

### 5ª tappa
- 31 maggio: Chieti > Macerata – 231,7 km

Risultati
| Pos. | Corridore           | Squadra | Tempo    |
| ---- | ------------------- | ------- | -------- |
| 1    | Leopoldo Torricelli | Legnano | 8h54'15" |
| 2    | Jean Alavoine       | Bianchi | a 31'39" |
| 3    | Marcel Buysse       | Bianchi | a 31'56" |

### 6ª tappa
- 2 giugno: Macerata > Bologna – 282,3 km

Risultati
| Pos. | Corridore       | Squadra | Tempo     |
| ---- | --------------- | ------- | --------- |
| 1    | Jean Alavoine   | Bianchi | 11h36'35" |
| 2    | Gaetano Belloni | Bianchi | s.t.      |
| 3    | Marcel Buysse   | Bianchi | s.t.      |

### 7ª tappa
- 4 giugno: Bologna > Trieste – 349,5 km

Risultati
| Pos. | Corridore       | Squadra | Tempo     |
| ---- | --------------- | ------- | --------- |
| 1    | Gaetano Belloni | Bianchi | 12h47'23" |
| 2    | Ugo Agostoni    | Bianchi | a 2'04"   |
| 3    | Jean Alavoine   | Bianchi | a 25'37"  |

### 8ª tappa
- 6 giugno: Trieste > Milano – 421,3 km

Risultati
| Pos. | Corridore           | Squadra      | Tempo     |
| ---- | ------------------- | ------------ | --------- |
| 1    | Ugo Agostoni        | Bianchi      | 16h04'42" |
| 1    | Jean Alavoine       | Bianchi      | s.t.      |
| 1    | Gaetano Belloni     | Bianchi      | s.t.      |
| 1    | Marcel Buysse       | Bianchi      | s.t.      |
| 1    | Nicola Di Biase     | Indipendente | s.t.      |
| 1    | Angelo Gremo        | Bianchi      | s.t.      |
| 1    | Emilio Petiva       | Gaia         | s.t.      |
| 1    | Giovanni Rossignoli | Bianchi      | s.t.      |
| 1    | Enrico Sala         | Indipendente | s.t.      |

## Classifiche finali

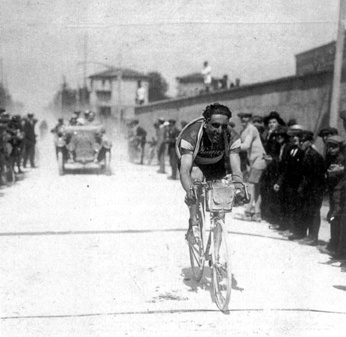
Gaetano Belloni vincitore del Giro, conquista la settima tappa, Bologna - Trieste

### Classifica generale
| Pos. | Corridore           | Squadra      | Tempo      |
| ---- | ------------------- | ------------ | ---------- |
| 1    | Gaetano Belloni     | Bianchi      | 102h44'33" |
| 2    | Angelo Gremo        | Bianchi      | a 32'24"   |
| 3    | Jean Alavoine       | Bianchi      | a 1h01'14" |
| 4    | Emilio Petiva       | Gaia         | a 3h02'44" |
| 5    | Domenico Schierano  | Indipendente | a 3h36'20" |
| 6    | Marcel Buysse       | Bianchi      | a 3h52'49" |
| 7    | Ugo Agostoni        | Bianchi      | a 4h17'35" |
| 8    | Enrico Sala         | Indipendente | a 4h43'28" |
| 9    | Giovanni Rossignoli | Bianchi      | a 5h54'47" |
| 10   | Nicola Di Biase     | Indipendente | a 6h03'16" |